# Der Dieb von Monte Carlo
Der Dieb von Monte Carlo (Kinotitel „The Good Thief“) ist ein Kriminalfilm von Neil Jordan aus dem Jahr 2002. Der Film ist eine Neuverfilmung des französischen Films „Drei Uhr nachts“ von Jean-Pierre Melville aus dem Jahr 1955.

## Handlung
Der französisch-amerikanische Spieler Bob Montagnet lebt in Nizza. Nach diversen Verhaftungen hat der drogensüchtige Montagnet das Interesse an weiteren kriminellen Taten und dem Leben allgemein verloren. Eher zufällig gerät er an die minderjährige bosnische Prostituierte Anne, die er bei sich aufnimmt. Als er sein letztes Geld beim Pferderennen verliert, bietet ihm sein Freund Raoul eine Beteiligung an einem Gemäldediebstahl in Monte Carlo an. Zusammen mit Raoul und Paolo, der sich in Anne verliebt, entwickelt er einen Plan, der vorsieht, dass Bob bei der Polizei und seinem Freund, dem Polizisten Roger, den Eindruck erwecken will, das Geld aus dem Tresorraum eines Casinos stehlen zu wollen. Tatsächlich sollen von einem zweiten Team die in einem anderen Gebäude befindlichen Originale von wertvollen Gemälden, deren Kopien im Casino hängen, gestohlen werden. Hilfe erhält das Team dabei von dem russischen Sicherheitsexperten Vladimir, welcher das Alarmsystem in dem Gebäude installiert hat.
Während Bob sich in Vorbereitung der Tat selber entgiftet, verkomplizieren sich die Ereignisse, als eineiige Zwillinge, die Mitarbeiter des Casinos sind, mit dem Vorschlag auftauchen, das Geld zu stehlen. Kurz vor dem geplanten Einbruch erschießt Paolo Said aus Eifersucht und soll sich deshalb nach Italien absetzen. Außerdem sitzt Bob dessen Geldgeber Tony Angel im Nacken, der das für einen gefälschten Picasso gezahlte Geld ultimativ zurückfordert.
Der Einbruch schlägt durch eine Gasexplosion fehl, und einer der Helfer, eine betont muskulöse Transfrau, wird von der Polizei festgenommen. Bob, der zur Ablenkung mit Anne das Casino besucht, hat eine außergewöhnliche Glückssträhne, die das Spielcasino in die Verlustzone bringt (Fachbegriff: „die Bank wird gesprengt“). Das Casino ist jedoch nicht mehr in der Lage, ihn auszuzahlen, da Paolo, der nicht wie verabredet nach Italien gefahren war, zwischenzeitlich mit Hilfe der Zwillinge die Einnahmen aus dem Tresor gestohlen hat.

## Kritiken
James Berardinelli schrieb auf ReelViews, der Film sei eher eine Charakterstudie als ein Heist-Film. Er lobte stark die Darstellung von Nick Nolte.
Roger Ebert schrieb in der Chicago Sun-Times vom 11. April 2003, Nick Nolte sei „geboren, die Rolle von Bob Montagnet zu spielen“.
Das Lexikon des internationalen Films schrieb, der Film sei „routiniert inszeniert“ und biete alles, „was ein Caper-Movie, bei dem jeder den anderen austricksen will“, ausmache. Seine „Höhepunkte“ seien „der großartige Hauptdarsteller und die atmosphärische Kameraarbeit“.
Prisma Online schrieb, der Regisseur Neil Jordan wage sich mit diesem Film „an einen französischen Klassiker: ‚Drei Uhr nachts‘ von Regielegende Jean-Pierre Melville. Jordan hat die Story in die Gegenwart gelegt und entsprechend modernisiert. Dank starker Darsteller – allen voran Nick Nolte in der Rolle des Glücksspielers Montagnet – und der wunderbaren Kulisse kann sich das Ergebnis durchaus mit der Vorlage messen.“

## Auszeichnungen
Neil Jordan wurde 2002 für einen Preis des Festival Internacional de Cine de Donostia-San Sebastián nominiert. Chris Menges gewann für die Kameraarbeit den spanischen Madridimagen.

## Hintergründe
Der Film wurde u. a. in Monte Carlo, in Nizza und in Ventimiglia gedreht. Die Produktionskosten betrugen schätzungsweise 25 Millionen US-Dollar. Die Weltpremiere fand am 6. September 2002 auf dem Toronto International Film Festival statt, dem einige andere Filmfestivals folgten. Der Film spielte in den Kinos der USA ca. 3,5 Millionen US-Dollar ein.
Die Figur der Philippa, eines geschlechtsangeglichenen Ganoven (gespielt von einer bekannten englischen Bodybuilderin), erinnert an frühere Arbeiten Neil Jordans, in denen Transmenschen vorkommen (z. B. The Crying Game).